# Walter Harzer
Walter Harzer (* 29. September 1912 in Feuerbach; † 29. Mai 1982 in Stuttgart) war ein deutscher Standartenführer der Waffen-SS und Ritterkreuzträger.

## Leben
Harzer trat zum 1. Februar 1931 der NSDAP bei (Mitgliedsnummer 477.371). Er schloss sich zum 1. November 1931 der SS an (SS-Nummer 23.101) und ging zum 1. Oktober 1934 zur SS-Verfügungstruppe. Er kommandierte die 9. SS-Panzer-Division „Hohenstaufen“ im September 1944 in der Schlacht um Arnheim im Rahmen der alliierten Operation Market Garden.
Im November 1944 wurde er Kommandeur der 4. SS-Polizei-Panzergrenadier-Division, er erreichte mit der Beförderung zum Standartenführer zum 30. desselben Monats seinen höchsten Rang in der SS.
Nach dem Krieg war er unter anderem als Historiker für die Organisation HIAG tätig, einer Vereinigung ehemaliger SS-Angehöriger.

Harzer war 1971 Gründungsmitglied der Kameradschaft 4. SS-Polizei-Panzergrenadier-Division.